# Karby Odde
Karby Odde er en pynt på sydsiden af Karby Vig, ca. en kilometer vest for Karby, på vestsiden af øen Mors ud til Visby Bredning i  Limfjorden. Indenfor strandengene findes flere    Kystlaguner og strandsøer. Habitatområdet er en vigtig fuglelokalitet for de relativt sjældne og truede ynglefugle klyde, havterne og dværgterne.
Desuden yngler her brushane. Området er også vigtigt for trækfuglene lysbuget knortegås og hjejle. 
Karby Odde ligger i Natura 2000-område nr. 42 Mågerodde og Karby Odde, og er både EU-habitatområde og fuglebeskyttelsesområde.

## Eksterne kilder og henvisninger
- Natura 2000-basisanalyse Mågerodde og Karby Odde

|  | Denne artikel om lokaliteten Karby Odde kan blive bedre, hvis der indsættes et (bedre) billede. Du kan hjælpe ved at afsøge Wikimedia Commons for et passende billede eller lægge et op på Wikimedia Commons med en af de tilladte licenser og indsætte det i artiklen. |

56°45′25.08″N 8°32′33.67″Ø / 56.7569667°N 8.5426861°Ø